# Benzin
Benzin (niem. benzyna) to piosenka niemieckiego zespołu Rammstein. Jest pierwszą znaną piosenką z piątego albumu zespołu, zatytułowanego Rosenrot. Jest też jednocześnie pierwszym singlem promującym album. Po raz pierwszy piosenkę zespół wykonał w czerwcu 2005 roku w berlińskim Wuhlheide Parku.
Podczas wykonywania utworu na żywo towarzyszyły mu dwudziestometrowe słupy ognia. Pomimo iż utwór jest poniekąd związany z polityką (ich brauche Öl für Gasolin – potrzebuję oleju na benzynę), czyli nawiązujący do wielu afer niemieckich właśnie związanych z benzyną; znaleźć można w nim, jak we większości piosenek Rammstein, wątek seksualny (Keine Frau, nur Vaseline – żadna kobieta, tylko wazelina).

## Singel
18 sierpnia 2005 roku na oficjalnej stronie Rammstein ogłoszono, że Benzin będzie pierwszym singlem promującym album Rosenrot. Podano też listę mających znaleźć się na singlu otworów oraz okładkę wydawnictwa. Zapowiedziano także, że 16 września odbędzie się premiera teledysku.
Premiera singla miała miejsce 7 października 2005.

## Teledysk
Premiera teledysku miała miejsce 16 września 2005 na niemieckiej MTV. Dzień później teledysk pojawił się w Polsce w cyklu Nowe na Vivie. Benzin, podobnie jak pozostałe teledyski Rammsteinu, jest dość oryginalny – pięciu członków zespołu wciela się w nim w rolę dość nietypowych strażaków: brudni, zaniedbani, pijani (?) na sygnał alarmu reagują z ociąganiem, niespiesznie, leniwie, na akcję wyruszają kuriozalnie dużym wozem strażackim, którym taranują i dewastują wszystko przed sobą. Docierając na miejsce pojazd dachuje. Szósty członek zespołu, Flake, wciela się w rolę niedoszłego samobójcy-skoczka. Ekipa strażaków przybywa mu na ratunek, jednak cała akcja strażaków kończy się dość nietypowo: gdy skoczek-samobójca jest już w powietrzu – pęka brezent skokochronu wprawiając strażaków w osłupienie.

## Spis utworów
1. Benzin - (3:48)
2. Benzin (Combustion Remix) by Meshuggah (5:06)
3. Benzin (Smallstars Remix) by Ad Rock  (3:44)
4. Benzin (Kerosinii Remix) by Apocalyptica (3:49)